# الکسی مدودف
الکسی مدودف (روسی: Алексей Сидорович Медведев؛ ۹ اکتبر ۱۹۲۷ – ۹ مه ۲۰۰۳) وزنه‌بردار اهل شوروی بود.
وی همچنین برندهٔ جوایزی همچون نشان دوستی، مدال کار شجاعانه در جنگ بزرگ میهنی (۱۹۴۵–۱۹۴۱)، نشان برجسته افتخار، و قهرمان ورزشی اتحاد شوروی شده‌است.
وی در مسابقات کشوری و بین‌المللی در مجموع برندهٔ ۴ مدال طلا شده‌است.